# Cerinza (ort)
Cerinza är en ort i Colombia.   Den ligger i departementet Boyacá, i den centrala delen av landet, 190 km nordost om huvudstaden Bogotá. Cerinza ligger 2 719 meter över havet och antalet invånare är 1 499.
Terrängen runt Cerinza är kuperad åt sydost, men åt nordväst är den bergig. Cerinza ligger nere i en dal. Runt Cerinza är det ganska tätbefolkat, med 62 invånare per kvadratkilometer. Närmaste större samhälle är Duitama, 17,4 km sydväst om Cerinza. I omgivningarna runt Cerinza växer i huvudsak städsegrön lövskog.